# Cross Lanes
Cross Lanes è un census-designated place degli Stati Uniti d'America, nella Contea di Kanawha, nello Stato della Virginia Occidentale. È un sobborgo della capitale di stato Charleston.